# 23809 Haswell
23809 Haswell là một tiểu hành tinh vành đai chính với chu kỳ quỹ đạo là 1364.3487708 ngày (3.74 năm).
Nó được phát hiện ngày 17 tháng 8 năm 1998, bởi Nhóm nghiên cứu tiểu hành tinh gần Trái Đất phòng thí nghiệm Lincoln, và nhà khoa học trẻ John Douglas Reiji Haswell.